# 姫路市立青山小学校
姫路市立青山小学校（ひめじしりつ あおやましょうがっこう）は、兵庫県姫路市青山北3丁目に所在する公立小学校。

## 沿革
- 1984年（昭和59年）4月1日 - 姫路市立白鳥小学校から分離して開校。

## 通学区域
- 青山、青山一丁目、青山二丁目、青山三丁目、青山四丁目、青山五丁目、青山六丁目、青山北三丁目、青山南一丁目、青山南二丁目、青山南三丁目、青山南四丁目、青山西一丁目、青山西二丁目、青山西三丁目、青山西四丁目、青山西五丁目、西夢前台2丁目、西夢前台3丁目[1]

※卒業後は基本的に姫路市立大白書中学校に進学する。

## 通学区域が隣接している学校
- 姫路市立太市小学校
- 姫路市立白鳥小学校
- 姫路市立高岡西小学校
- 姫路市立八幡小学校
- 太子町立太田小学校
- 太子町立龍田小学校